# بالاسيه (إستونيا)
بالاسيه (بالإستونيَّة: Palase)، قرية تتبع دائرة ماريما في مقاطعة رابلا غرب إستونيا.